# Arentim

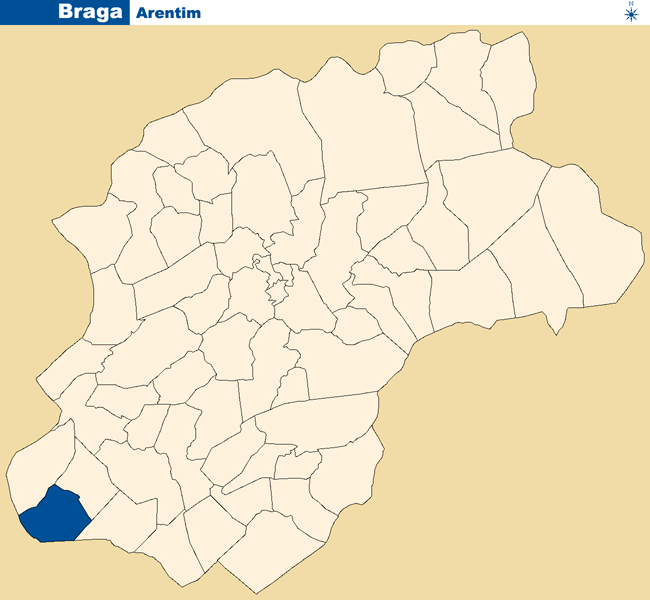

Arentim é uma povoação portuguesa do Município de Braga que foi sede da extinta Freguesia de Arentim, freguesia que tinha 2,41 km² de área e 884 habitantes (2011), e, por isso, uma densidade populacional de 366,8 hab/km².
A Freguesia de Arentim foi extinta em 2013, no âmbito de uma reforma administrativa nacional, tendo sido agregada à freguesia de Cunha, para formar uma nova freguesia denominada União das Freguesias de Arentim e Cunha da qual é a sede.
Constituiu, até ao início do século XIX, o couto de Arentim.
Arentim deriva de Argentinim que significa prateado ou de prata. A localidade é delimitada pelos Montes de Santo André e da Bela, de onde se pode colher uma bela panorâmica do Rio Este e da cidade de Braga.
Na junta local existe um pequeno núcleo arqueológico com um capitel coríntico dos tempos romanos, algumas peças de origem moçárabe e dois modilhoes de rolos que são os primeiros aparecidos em Portugal e datados do século X.

## População
| População da freguesia de Arentim (1864 – 2011) | População da freguesia de Arentim (1864 – 2011) | População da freguesia de Arentim (1864 – 2011) | População da freguesia de Arentim (1864 – 2011) | População da freguesia de Arentim (1864 – 2011) | População da freguesia de Arentim (1864 – 2011) | População da freguesia de Arentim (1864 – 2011) | População da freguesia de Arentim (1864 – 2011) | População da freguesia de Arentim (1864 – 2011) | População da freguesia de Arentim (1864 – 2011) | População da freguesia de Arentim (1864 – 2011) | População da freguesia de Arentim (1864 – 2011) | População da freguesia de Arentim (1864 – 2011) | População da freguesia de Arentim (1864 – 2011) | População da freguesia de Arentim (1864 – 2011) |
| ----------------------------------------------- | ----------------------------------------------- | ----------------------------------------------- | ----------------------------------------------- | ----------------------------------------------- | ----------------------------------------------- | ----------------------------------------------- | ----------------------------------------------- | ----------------------------------------------- | ----------------------------------------------- | ----------------------------------------------- | ----------------------------------------------- | ----------------------------------------------- | ----------------------------------------------- | ----------------------------------------------- |
| 1864                                            | 1878                                            | 1890                                            | 1900                                            | 1911                                            | 1920                                            | 1930                                            | 1940                                            | 1950                                            | 1960                                            | 1970                                            | 1981                                            | 1991                                            | 2001                                            | 2011                                            |
| 440                                             | 423                                             | 430                                             | 420                                             | 427                                             | 446                                             | 498                                             | 631                                             | 714                                             | 828                                             | 879                                             | 968                                             | 991                                             | 1 040                                           | 884                                             |